# Pont d'Iéna
Il Pont d'Iéna è un ponte di Parigi attraversante la Senna. Collega il Trocadéro (sulla riva destra) alla Torre Eiffel (sulla riva sinistra).
È lungo 155 metri e largo 35, ed è costituito da cinque campate ad arco in pietra, poggianti su quattro piloni centrali e due contrafforti laterali. 

## Storia
Fu Napoleone a deciderne la costruzione nel 1807, per commemorare la sua vittoria sui prussiani nella battaglia di Jena del 1806. 
La costruzione durò dal 1808 al 1814. Durante l'occupazione prussiana il generale Blûcher, il vinto della battaglia di Jena, voleva farlo saltare, ma Luigi XVIII si oppose e il ponte fu salvato. Fu però rinominato Pont de l'École Militaire e solo dopo la fine dell'occupazione riprese il nome originale.
Nel 1853 furono erette alle due estremità quattro statue: sulla riva destra un guerriero gallico e uno romano, sulla riva sinistra un guerriero arabo e uno greco. 
In occasione dell'Esposizione universale di Parigi del 1900 fu allargato da 19 a 24 metri, tramite l'aggiunta di due passerelle metalliche poggianti sui piloni originari. Per l'Esposizione Internazionale di Parigi del 1937 fu ampliato definitivamente a 35 metri.

## Galleria d'immagini

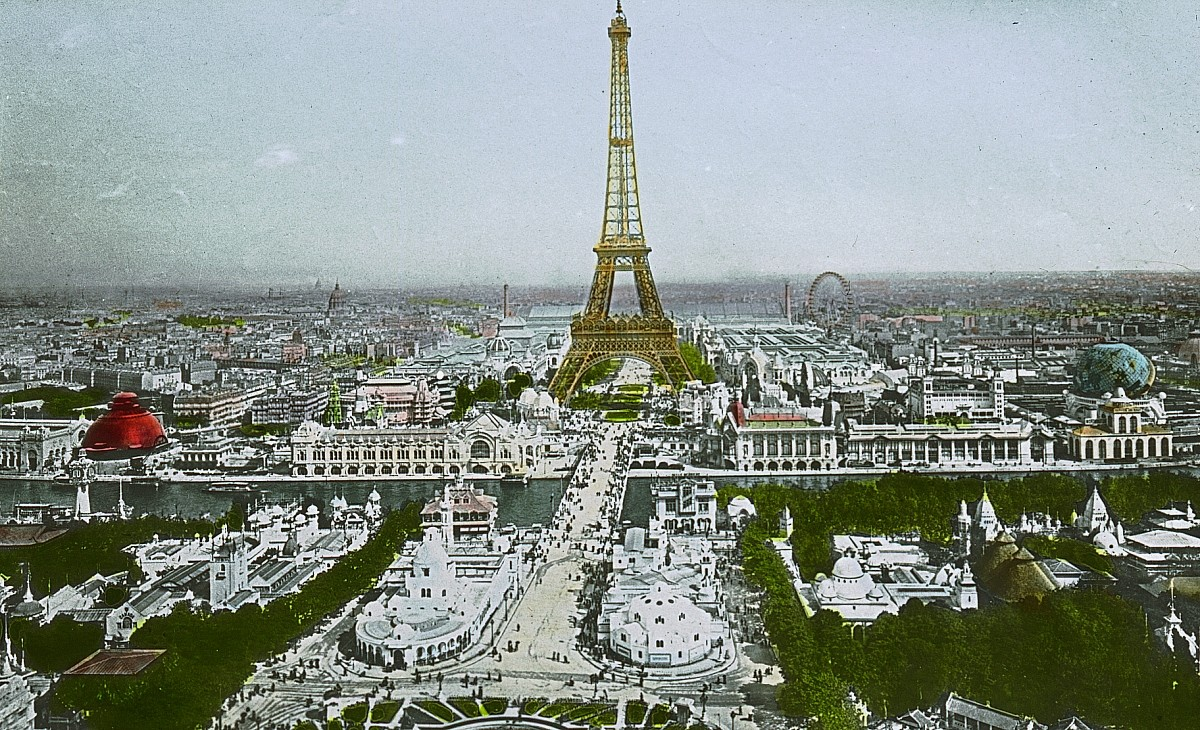
Durante l'esposizione universale del 1900
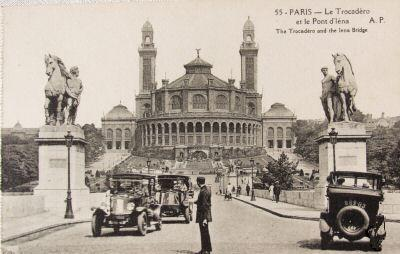
Verso il 1920
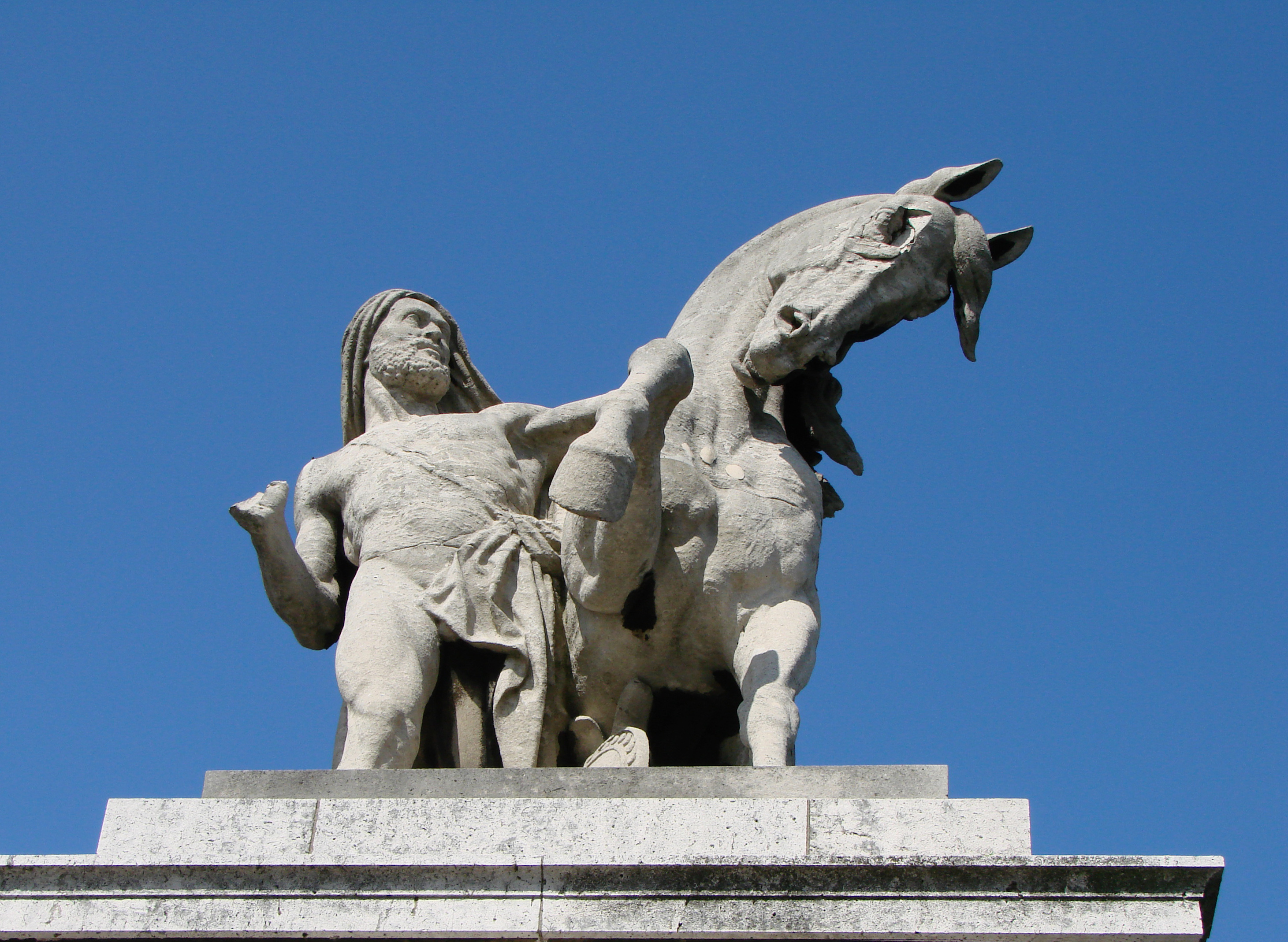
Statua del cavaliere arabo
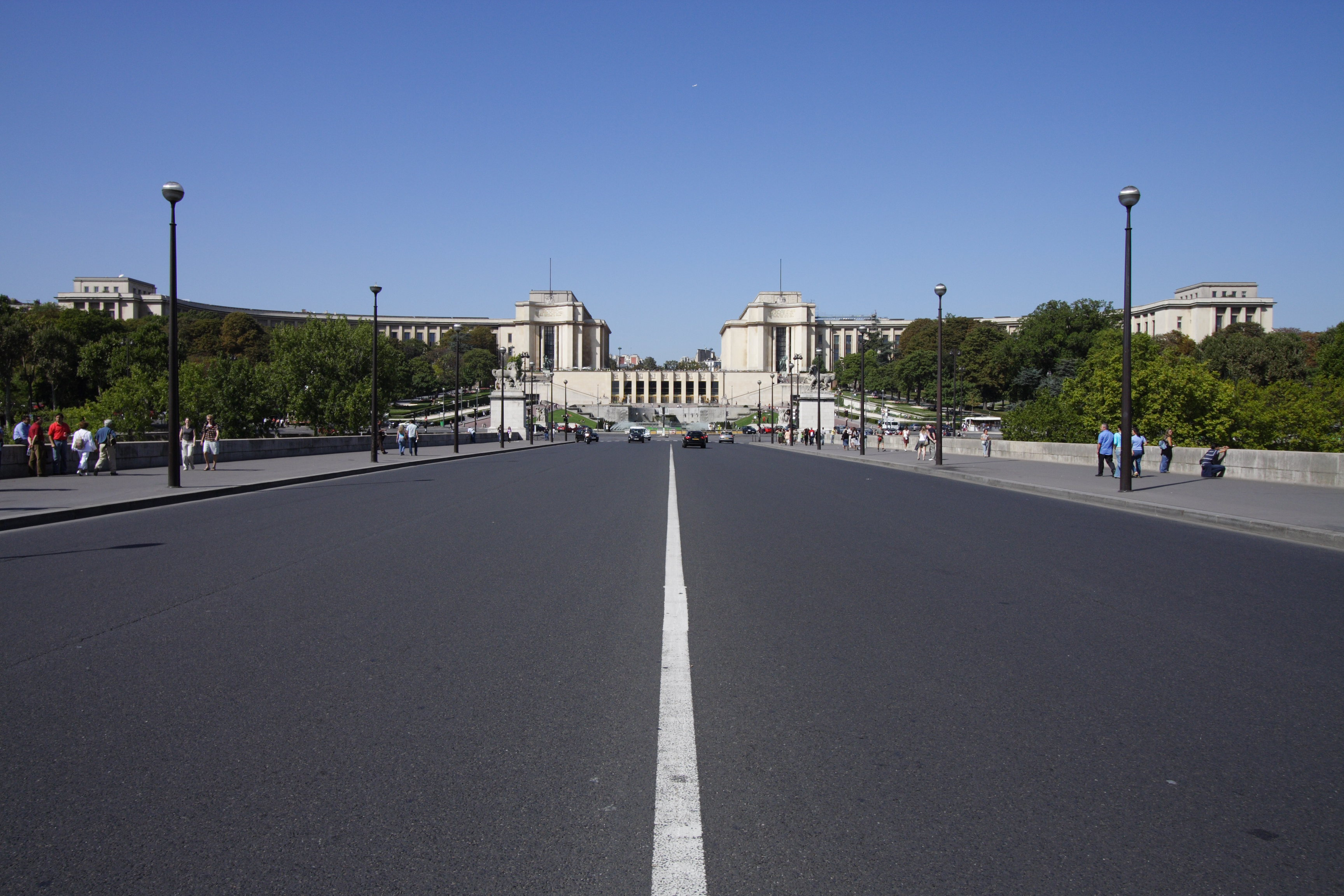
Il ponte attuale